# Lumignano
Lumignano is een plaats (frazione) in de Italiaanse gemeente Longare.